# 바르그

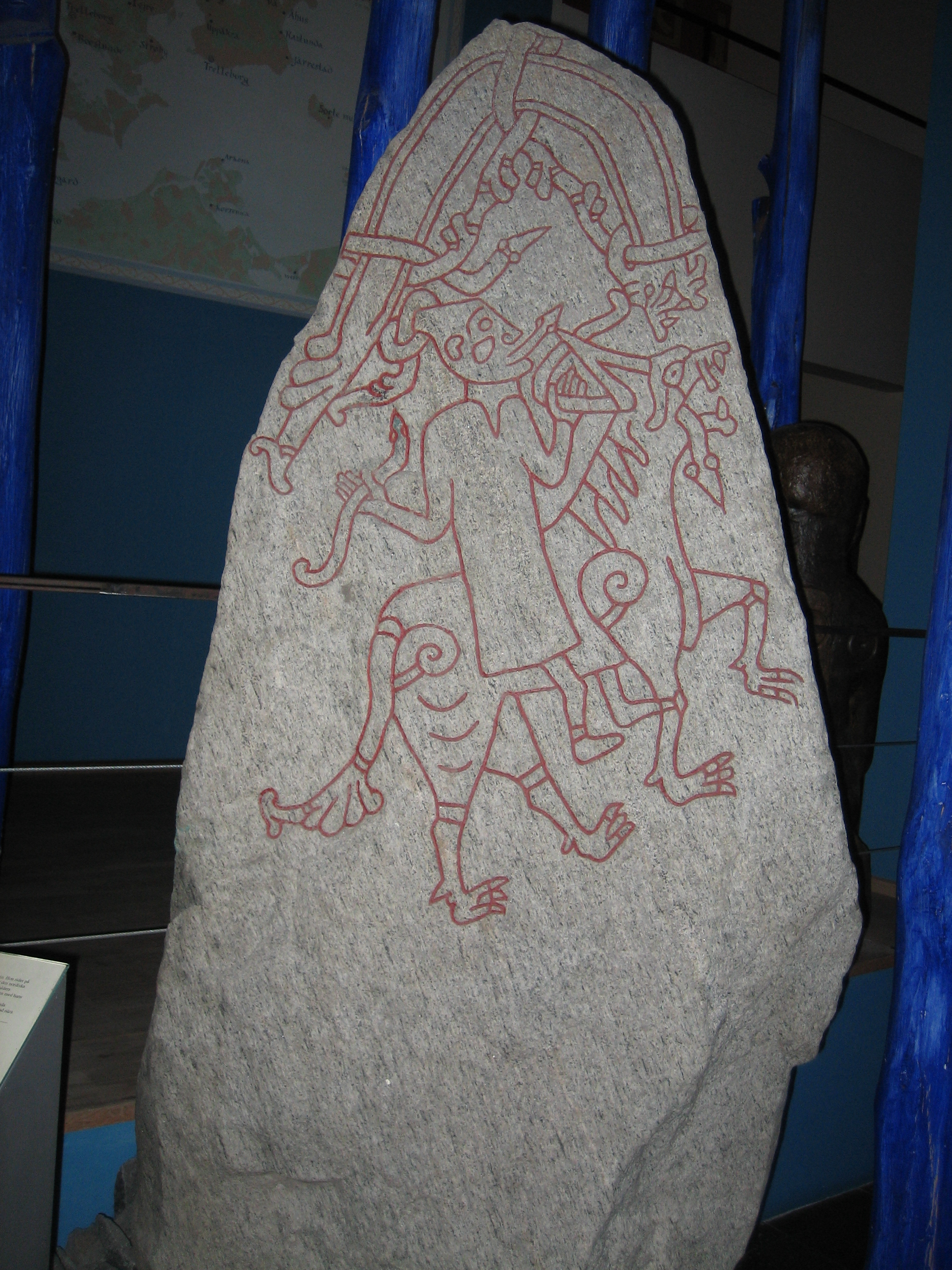

바르그(고대 노르드어: vargr)는 북유럽 신화에서 늑대, 그 중에서도 펜리르와 그 아들들(하티와 스콜)을 가리킬 때 사용하는 표현이다. 한마디로 괴물 늑대라고 할 수 있다. 복수형은 바르가(고대 노르드어: vargar)이다.
J. R. R. 톨킨은 자신의 작품 세계관에서 바르그에서 따온 와르그(warg)라는 존재를 등장시켜, 늑대처럼 생긴 사악한 생명체로 묘사했다.